# Pachynematus lichtwardti
Pachynematus lichtwardti är en stekelart som beskrevs av Friedrich Wilhelm Konow 1903. Pachynematus lichtwardti ingår i släktet Pachynematus, och familjen bladsteklar. Arten är reproducerande i Sverige.